# Ligne Janghang
La ligne Janghang (en coréen : 장항선) est une ligne de chemin de fer, en Corée du Sud, longue de 154,4 km entre les villes Cheonan et Iksan. Elle est la propriété de la Korea Rail Network Authority et est exploitée par Korail.

## Histoire
La ligne est mise en service sur la totalité de son parcours : Cheonan - Janghang, le 1er juin 1922.

## Infrastructure

### Gares, haltes et arrête
| Station       | Hangul         | Hanja          | Distance en km | Distance cumulée | Correspondance              | Localisation       | Localisation  |
| ------------- | -------------- | -------------- | -------------- | ---------------- | --------------------------- | ------------------ | ------------- |
|               |                |                |                |                  |                             |                    |               |
| Cheonan       | 천안           | 天安           | 0.0            | 0.0              | Ligne Gyeongbu              | Chungcheong du Sud | Cheonan-si    |
| Bongmyeong    | 봉명           | 鳳鳴           | 1.3            | 1.3              |                             | Chungcheong du Sud | Cheonan-si    |
| Ssangyong     | 쌍용(나사렛대) | 雙龍(拿撒勒大) | 1.6            | 2.9              |                             | Chungcheong du Sud | Cheonan-si    |
| Asan          | 아산           | 牙山           | 1.6            | 4.5              | LGV Gyeongbu                | Chungcheong du Sud | Asan-si       |
| Tangjeong     | 탕정           | 湯井           | 1.8            | 6.3              |                             | Chungcheong du Sud | Asan-si       |
| Baebang       | 배방           | 排芳           | 3.1            | 9.4              |                             | Chungcheong du Sud | Asan-si       |
| Onyangoncheon | 온양온천       | 溫陽溫泉       | 4.9            | 14.3             |                             | Chungcheong du Sud | Asan-si       |
| Sinchang      | 신창(순천향대) | 新昌(順天鄕大) | 5.1            | 19.4             |                             | Chungcheong du Sud | Asan-si       |
| Dogooncheon   | 도고온천       | 道高溫泉       | 5.8            | 25.2             |                             | Chungcheong du Sud | Asan-si       |
| Sillyewon     | 신례원         | 新禮院         | 4.5            | 29.7             |                             | Chungcheong du Sud | Yesan-gun     |
| Yesan         | 예산           | 禮山           | 5.0            | 34.7             |                             | Chungcheong du Sud | Yesan-gun     |
| Sapgyo        | 삽교           | 揷橋           | 7.8            | 42.5             |                             | Chungcheong du Sud | Yesan-gun     |
| Hwayang       | 화양           | 華陽           | 6.7            | 49.2             |                             | Chungcheong du Sud | Hongseong-gun |
| Hongseong     | 홍성           | 洪城           | 5.3            | 54.5             | Ligne Seohae                | Chungcheong du Sud | Hongseong-gun |
| Sinseong      | 신성           | 新城           | 4.1            | 58.6             |                             | Chungcheong du Sud | Hongseong-gun |
| Gwangcheon    | 광천           | 廣川           | 8.6            | 67.2             |                             | Chungcheong du Sud | Hongseong-gun |
| Wonjuk        | 원죽           | 元竹           | 4.1            | 71.3             |                             | Chungcheong du Sud | Boryeong-si   |
| Cheongso      | 청소           | 靑所           | 3.7            | 75.0             |                             | Chungcheong du Sud | Boryeong-si   |
| Jupo          | 주포           | 周浦           | 4.3            | 79.3             |                             | Chungcheong du Sud | Boryeong-si   |
| Daecheon      | 대천           | 大川           | 8.3            | 87.6             |                             | Chungcheong du Sud | Boryeong-si   |
| Nampo         | 남포           | 藍浦           | 3.1            | 90.7             |                             | Chungcheong du Sud | Boryeong-si   |
| Ungcheon      | 웅천           | 熊川           | 10.4           | 101.1            |                             | Chungcheong du Sud | Boryeong-si   |
| Ganchi        | 간치           | 艮峙           | 3.2            | 104.3            | Ligne Seocheon-hwaryeok     | Chungcheong du Sud | Boryeong-si   |
| Pangyo        | 판교           | 板橋           | 8.3            | 112.6            |                             | Chungcheong du Sud | Seocheon-gun  |
| Seocheon      | 서천           | 舒川           | 8.6            | 121.2            |                             | Chungcheong du Sud | Seocheon-gun  |
| Janghang      | 장항           | 長項           | 4.8            | 126.0            | Ligne Janghang-hwamul       |                    | Seocheon-gun  |
| Gunsan        | 군산           | 群山           | 7.0            | 133.0            |                             | Jeolla du Nord     | Gunsan-si     |
|               |                |                | 7.2            | 140.2            | Ligne Gunsan-hwamul         | Jeolla du Nord     | Gunsan-si     |
| Daeya         | 대야           | 大野           | 1.0            | 141.2            | Ligne Gunsan Port           | Jeolla du Nord     | Gunsan-si     |
| Impi          | 임피           | 臨陂           | 5.2            | 146.4            |                             | Jeolla du Nord     | Gunsan-si     |
| Osan-ri       | 오산리         | 五山里         | 4.5            | 150.9            |                             | Jeolla du Nord     | Iksan-si      |
| Iksan         | 익산           | 益山           | 3.5            | 154.4            | Ligne Honam Ligne du Jeolla | Jeolla du Nord     | Iksan-si      |